# Jakob Jóhann Sveinsson
Jakob Jóhann Sveinsson (Reykjavík, 24 novembre 1982) è un nuotatore islandese.
Ha partecipato alle Olimpiadi di Sydney 2000, Atene 2004 e Pechino 2008.

## Palmarès
- Europei giovanili

2000 - Dunkerque: argento nei 200 m rana.
- Giochi dei piccoli stati d'Europa

2009 - Limassol: oro nei 100m e 200m rana e nella staffetta 4x100m misti, bronzo nei 400m misti.